# Thymus dolomiticus
Thymus dolomiticus là một loài thực vật có hoa trong họ Hoa môi. Loài này được Coste miêu tả khoa học đầu tiên năm 1893.